# Neoliodes kornhuberi
Neoliodes kornhuberi är en kvalsterart som först beskrevs av Karpelles 1884.  Neoliodes kornhuberi ingår i släktet Neoliodes och familjen Neoliodidae. Inga underarter finns listade i Catalogue of Life.